# Ha Sung-min
Đây là một tên người Triều Tiên, họ là Ha.
Ha Sung-min (sinh ngày 13 tháng 6 năm 1987) là một cầu thủ bóng đá Hàn Quốc thi đấu cho Kyoto Sanga FC ở J2 League. Anh trai của anh Ha Dae-sung cũng là một cầu thủ bóng đá.